# Marek Marcin Radoszewski
Marek Marcin Radoszewski herbu Oksza (zm. w 1641 roku) – kasztelan wieluński w latach 1630–1641, podkomorzy wieluński w latach 1618–1630, dworzanin królewski w latach 1605–1618.

## Życiorys
Studiował w kolegium jezuitów w Kaliszu w 1593 roku, we Frankfurcie nad Odrą w 1597 roku.
Poseł na sejm 1611 roku z ziemi wieluńskiej, komisarz sejmowy do rozgraniczenia ziemi wieluńskiej od Śląska. Poseł na sejm 1620 roku z ziemi wieluńskiej i deputat na Trybunał Skarbowy Koronny w 1620 roku. Poseł ziemi wieluńskiej na sejm warszawski 1626 roku. Poseł na sejm nadzwyczajny 1629 roku.
Był elektorem Władysława IV Wazy z ziemi wieluńskiej w 1632 roku.